# Pavel Skála ze Zhoře
Pavel Skála ze Zhoře (1583. – 1640.), češki povjesničar.
Nakon poraza Čeha u Bijeloj Gori (1620.) napustio je Prag i otišao u Freiberg. U svojem djelu Historiae církvení obrađuje povijest Katoličke Crkve od apostolskih vremena do 1623. Najvredniji njezin dio obuhvaća zbivanja kojima je autor bio suvremenik.